# Ľubovnianska vrchovina
Koordinaten: 49° 20′ N, 20° 45′ O

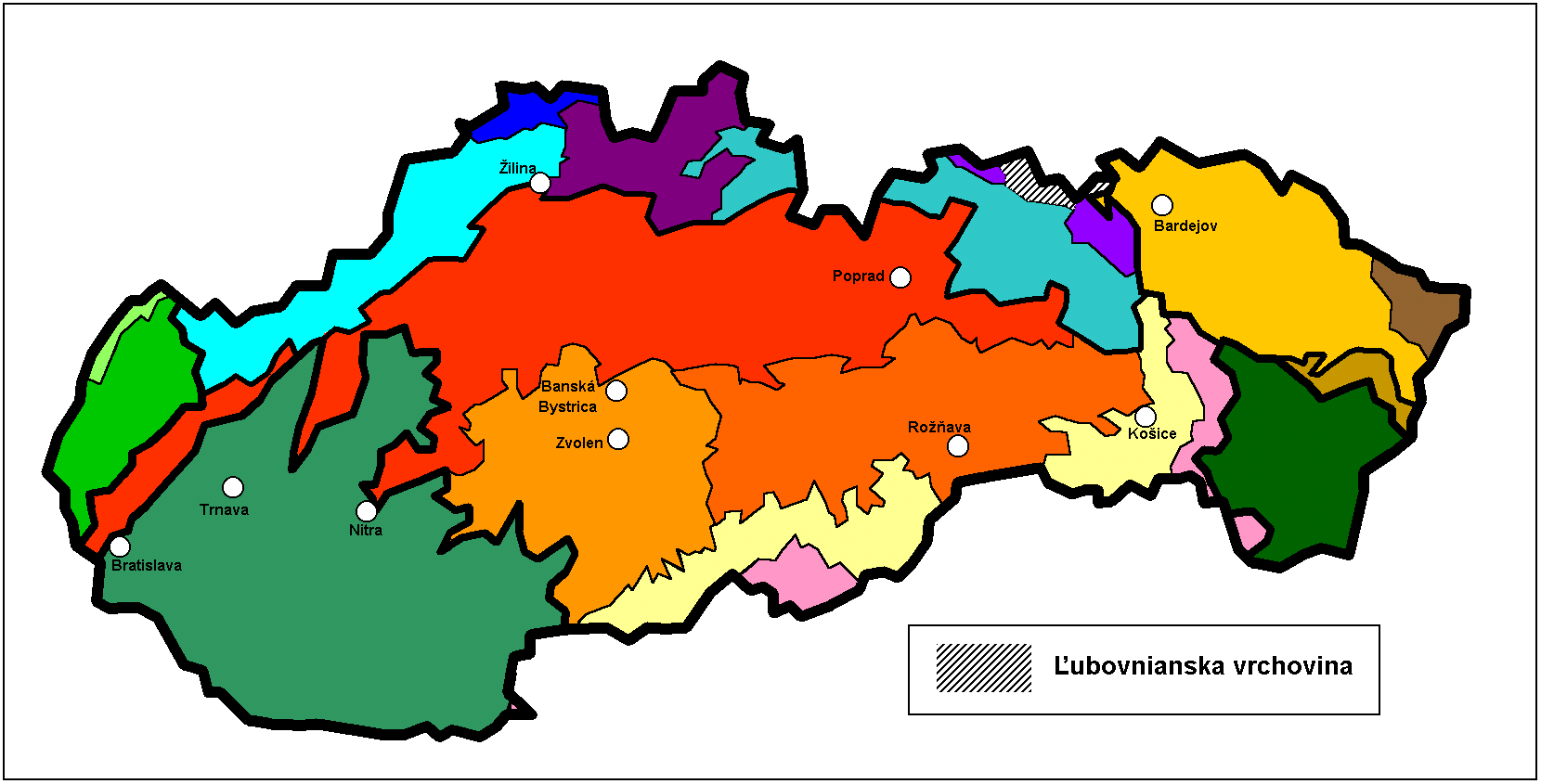
Die Ľubovnianska vrchovina innerhalb der Geomorphologischen Einteilung der Slowakei

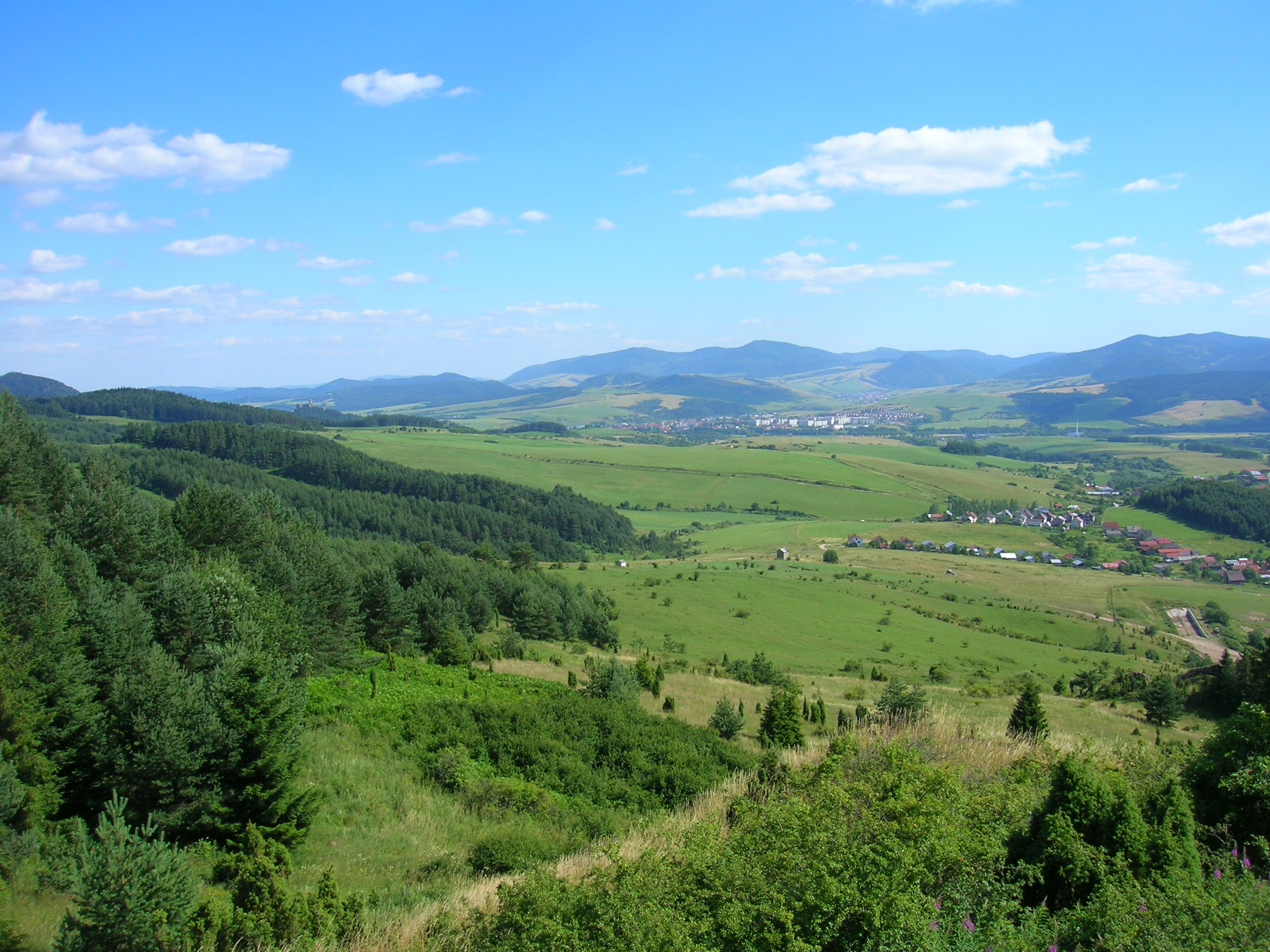
Stará Ľubovňa von Nordwesten her gesehen

Die Ľubovnianska vrchovina (deutsch: Lublauer Gebirge) ist ein nach der Stadt Stará Ľubovňa benannter Gebirgszug im Nordosten der Slowakei im Okres Stará Ľubovňa. Sie ist Teil der Beskiden und der Äußeren Westkarpaten. Ihr nördlicher Abschnitt liegt auf oder jenseits der Grenze zu Polen. Dort werden die auf eigenem Territorium befindlichen Teile des Gebirges meist den Beskid Sądecki (Sandezer Beskiden) zugerechnet.
Begrenzt wird das Gebirge
- im Norden von den Beskid Sądecki,
- im Osten vom Bergland Ondavská vrchovina,
- im Süden vom Čergov und vom Spišsko-šarišské medzihorie,
- im Westen von den Pieniny.

Der Hauptkamm des etwa 40 Kilometer langen und 15 Kilometer breiten Gebirges verläuft in west-östlicher Richtung und wird vom Fluss Poprad durchbrochen. Höchster Gipfel ist die Eliašovka mit 1023 Metern.
Das hauptsächlich für Weide- und Forstwirtschaft genutzte Bergland ist für den Tourismus nur wenig erschlossen.

## Bedeutende Erhebungen
- Eliašovka, 1023 Meter
- Kurčínska Magura, 893 Meter
- Oslí vrch, 859 Meter
- Nemecký vrch, 842 Meter
- Orlovská Magura, 830 Meter

## Sehenswürdigkeiten

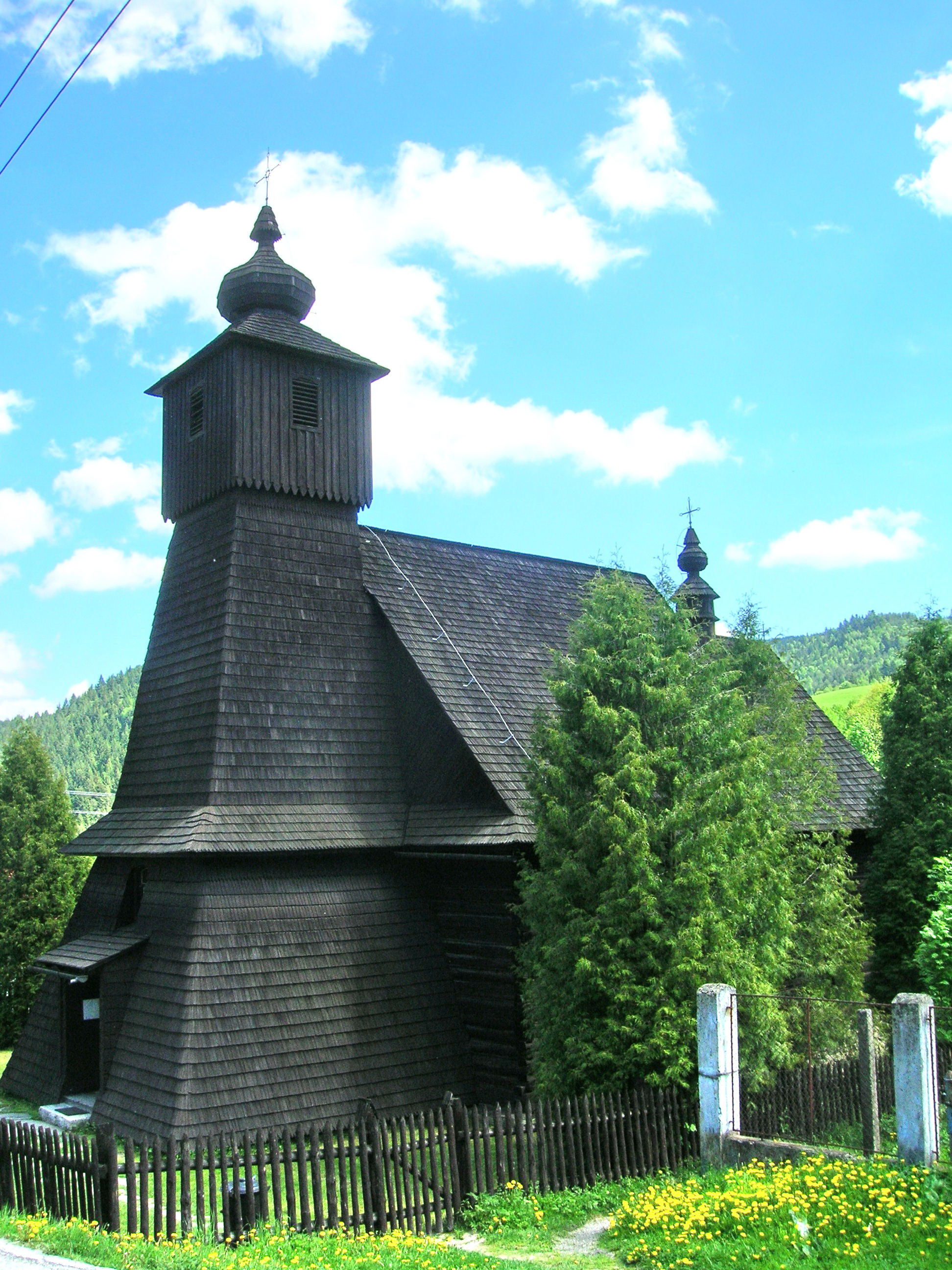
Holzkirche in Hraničné

- Ľubovniansky hrad – Burg in Stará Ľubovňa
- Holzkirche (1785) in Hraničné

## Ortschaften im Gebirge und in der Umgebung
- Stará Ľubovňa (Alt Lublau)
- Plaveč
- Plavnica
- Orlov
- Jarabina